# Volby do Evropského parlamentu ve Spojeném království 2004
Volby do Evropského parlamentu ve Spojeném království v roce 2004 byly součástí voleb do Evropského parlamentu v roce 2004, které se konaly mezi 10. a 13. červnem 2004 ve 25 členských státech Evropské unie. Volby ve Spojeném království se konaly ve čtvrtek 10. června 2004.
Celkem bylo ze Spojeného království zvoleno poměrným zastoupením 78 poslanců Evropského parlamentu.

## Anglie, Wales a Skotsko
| Strana                                                                      | Frakce v EP | Hlasy      | v %    | Mandáty | +/-  |
| --------------------------------------------------------------------------- | ----------- | ---------- | ------ | ------- | ---- |
| Konzervativní a unionistická strana, Conservative and Unionist Party        | ED          | 4.397.090  | 26.7   | 27      | - 8  |
| Labouristická strana, Labour Party                                          | PES         | 3.718.683  | 22,6   | 19      | - 6  |
| Strana nezávislosti Spojeného království, United Kingdom Independence Party | IND/DEM     | 2.650.768  | 16,1   | 12      | + 10 |
| Liberální demokraté, Liberal Democrats                                      | ALDE        | 2.452.327  | 14,9   | 12      | + 2  |
| Strana zelených Anglie a Walesu, Green Party of England and Wales           | EG-EFA      | 1.033.093  | 6,3    | 2       | + 0  |
| Britská národní strana, British National Party                              |             | 808.200    | 4,9    | 0       | + 0  |
| Respekt-Unie koalice, Respect – The Unity Coalition                         |             | 252.252    | 1,5    | 0       | 0    |
| Skotská národní strana, Scottish National Party                             | EG-EFA      | 231.505    | 1,4    | 2       | 0    |
| Velšská strana, Plaid Cymru                                                 | EG-EFA      | 159.888    | 1      | 1       | 0    |
| Strana anglických demokratů, English Democrats Party                        |             | 130.056    | 1,8    | 0       | 0    |
| Liberální strana, Liberal party                                             |             | 96.325     |        |         |      |
| Skotská strana zelených, Scottish Green Party                               | EG-EFA      | 79.695     |        |         |      |
| Skotská socialistická strana, Scottish Socialist Party                      |             | 61.356     |        |         |      |
| Křesťanská lidová strana, Christian Peoples Alliance                        |             | 56.771     |        |         |      |
| Strana seniorů, Senior Citizens Party                                       |             | 42.861     |        |         |      |
| Strana krajiny, Countryside Party                                           |             | 42.107     |        |         |      |
| Strana důchodců, Pensioners Party                                           |             | 33.501     |        |         |      |
| Křesťanská strana, Christian Party                                          |             | 21.056     |        |         |      |
| Pro-Life aliance, Prolife Alliance                                          |             | 20.393     |        |         |      |
| Vpřed Wales, Forward Wales                                                  |             | 17.280     |        |         |      |
| Aliance za zelený socialismus, Alliance for Green Socialism                 |             | 13.776     |        |         |      |
| Strana míru, Peace Party                                                    |             | 12.572     |        |         |      |
| Celkem                                                                      | /           | 17.028.947 | 100,00 | 75      | -2   |

## Severní Irsko
| Strana                                                                           | Kandidát          | Preferenční hlasy | v %  | Mandáty |
| -------------------------------------------------------------------------------- | ----------------- | ----------------- | ---- | ------- |
| Demokratická unionistická strana, Democratic Unionist Party                      | Jim Allister      | 175.761           | 31,9 | 1       |
| Irské nacionalistické hnutí, Sinn Féin                                           | Bairbre de Brun   | 144.541           | 26,3 | 1       |
| UUP, Ulster Unionist Party                                                       | Jim Nicholson     | 91.164            | 16,6 | -       |
| Sociálně demokratická a labouristická strana, Social Democratic and Labour Party | Martin Morgan     | 87.559            | 15,9 | -       |
| Nezávislý                                                                        | John Gilliland    | 36.270            | 6,6  | -       |
| Socialistická environmentální aliance, Socialist Environmental Alliance          | Eamon McCann      | 9.172             | 1,6  | -       |
| Strana zelených Severního Irska, Green Party of Northern Ireland                 | Lindsay Whitcroft | 4.810             | 0,9  | -       |

## Volební obvody
- Skotsko
- Wales
- Severní Irsko
- Severovýchodní Anglie
- Severozápadní Anglie
- Yorkshire a Humber
- West Midlands
- East Midlands
- Jihozápadní Anglie
- Jihovýchodní Anglie
- Londýn
- Východní Anglie

## Straničtí vůdci (v červnu 2004)
- Konzervativní strana - Michael Howard
- Labouristická strana - Tony Blair
- Strany nezávislosti Spojeného království - Roger Knapman
- Liberální demokrat - Charles Kennedy
- Skotská národní strana - John Swinney
- Demokratická unionistická strana - Ian Paisley
- Plaid Cymru - Dafydd Iwan a Wyn Jones Ieuan
- Sinn Féin - Gerry Adams
- Britská národní strana - Nick Griffin
- Ulster unionistická strana - David Trimble
- Sociálně demokratická a labouristická strana - OZ Durkan